# NGC 7125
NGC 7125 је спирална галаксија у сазвежђу Индијанац која се налази на NGC листи објеката дубоког неба.
Деклинација објекта је - 60° 42' 45" а ректасцензија 21h 49m 16,2s. Привидна величина (магнитуда) објекта NGC 7125 износи 11,8 а фотографска магнитуда 12,5. Налази се на удаљености од 38,4000 милиона парсека од Сунца. NGC 7125 је још познат и под ознакама ESO 145-17, AM 2145-605, IRAS 21456-6056, PGC 67417.